# Sin Contrato
„Sin Contrato“ je píseň kolumbijského zpěváka Malumy, která pochází z jeho druhého alba Pretty Boy, Dirty Boy. Píseň napsal se svým producentem Andrésem Castrem. Koncem srpna 2016 byla vydána jako čtvrtý singl prostřednictvím vydavatelství Sony Music Latin. Song umístil na 7. místě v žebříčku US Hot Latin Songs.

## Hitparáda
| Země     | Umístění |
| -------- | -------- |
| Chile    | 8        |
| Kolumbie | 3        |
| Mexiko   | 3        |